# 伏毛鬼灯檠
伏毛鬼灯檠（学名：Rodgersia pinnata var. strigosa）为虎耳草科鬼灯檠属下的一个变种。

## 扩展阅读
- 維基物種上的相關：伏毛鬼灯檠